# Санжариха
Санжариха (укр. Санжариха) — село в Смелянском районе Черкасской области Украины.
Население по переписи 2001 года составляло 651 человек. Почтовый индекс — 20736. Телефонный код — 4733.

## Местный совет
20736, Черкасская обл., Смелянский р-н, с. Санжариха, ул. Шевченка, 80а